# Liste des monuments historiques d'Oud-Heverlee
Cette page regroupe l'ensemble des monuments classés de la ville belge d'Oud-Heverlee.
| Objet                                                   | Statut du classement?                     | Année de construction/architecte | Section communale | Adresse                   | Coordonnées                      | Numéro d'inventaire | Illustration                                            |
| ------------------------------------------------------- | ----------------------------------------- | -------------------------------- | ----------------- | ------------------------- | -------------------------------- | ------------------- | ------------------------------------------------------- |
| (nl) "Rooikapelhoeve"                                   |                                           |                                  | Blanden           | Bierbeekstraat 56         | 50° 49′ 20″ nord, 4° 42′ 38″ est | 42656               | (nl) "Rooikapelhoeve"                                   |
| (nl) Eénlaagshuisje met zadeldak XVIII B                |                                           |                                  | Blanden           | Rooikapelstraat 3         | 50° 49′ 19″ nord, 4° 42′ 43″ est | 42658               | (nl) Eénlaagshuisje met zadeldak XVIII B                |
| Église Sainte-Anne d'Oud-Heverlee                       | OB000661 · OB000664 · OB000667 · OB000671 |                                  | Oud-Heverlee      | Dorpsstraat               | 50° 50′ 18″ nord, 4° 39′ 45″ est | 42665               | Église Sainte-Anne d'Oud-Heverlee                       |
| (nl) Pastorie XVIII A                                   | OB000664 · OB000665                       |                                  | Oud-Heverlee      | Dorpsstraat 60            | 50° 50′ 16″ nord, 4° 39′ 46″ est | 42668               | (nl) Pastorie XVIII A                                   |
| (nl) Hoeve langgeveltype                                |                                           |                                  | Oud-Heverlee      | Vaalbeekstraat 5          | 50° 50′ 16″ nord, 4° 39′ 50″ est | 42670               | (nl) Hoeve langgeveltype                                |
| (nl) "Café in de Molen", watermolen                     | OB000668                                  |                                  | Oud-Heverlee      | Waversebaan 262           | 50° 49′ 24″ nord, 4° 39′ 09″ est | 42671               | (nl) "Café in de Molen", watermolen                     |
| Chapelle Notre-Dame de Steenbergen                      | OB000532 · OB000665                       |                                  | Oud-Heverlee      | Witte Bomendreef          | 50° 49′ 19″ nord, 4° 39′ 49″ est | 42672               | Chapelle Notre-Dame de Steenbergen                      |
| Spaans Dak                                              | OB000669 · OB001299                       |                                  | Oud-Heverlee      | Maurits Noëstraat 2       | 50° 49′ 20″ nord, 4° 39′ 18″ est | 42673               | Spaans Dak                                              |
| (nl) Hoeve langgeveltype XVIII                          | OB000532                                  |                                  | Oud-Heverlee      | Witte Bomendreef 1        | 50° 49′ 20″ nord, 4° 39′ 51″ est | 42674               | (nl) Hoeve langgeveltype XVIII                          |
| (nl) Parochiekerk Sint-Jan-Evangelist                   | OB000663 · OB001865                       |                                  | Blanden           | Haasroodsestraat 72       | 50° 49′ 39″ nord, 4° 43′ 04″ est | 42675               | (nl) Parochiekerk Sint-Jan-Evangelist                   |
| (nl) Pastorie, dubbelhuis                               | OB000663 · OB000670                       |                                  | Blanden           | Kartuizersstraat 77       | 50° 49′ 37″ nord, 4° 43′ 04″ est | 42676               | (nl) Pastorie, dubbelhuis                               |
| (nl) "Ekstermolen", bakstenen windmolen bovenkruiertype |                                           |                                  | Blanden           | Brainestraat 7            | 50° 49′ 48″ nord, 4° 41′ 58″ est | 42677               | (nl) "Ekstermolen", bakstenen windmolen bovenkruiertype |
| (nl) Dubbelhuis                                         |                                           |                                  | Blanden           | Naamsesteenweg 8          | 50° 49′ 52″ nord, 4° 41′ 59″ est | 42680               | Téléverser                                              |
| (nl) Eénverdiepingshuis XVIII B                         |                                           |                                  | Blanden           | Naamsesteenweg 17         | 50° 49′ 52″ nord, 4° 42′ 02″ est | 42681               | (nl) Eénverdiepingshuis XVIII B                         |
| (nl) Dubbelhuis, afspanning 1776                        |                                           |                                  | Blanden           | Naamsesteenweg 20         | 50° 49′ 48″ nord, 4° 42′ 00″ est | 42682               | Téléverser                                              |
| (nl) Afspanning 1755, dubbelhuis                        |                                           |                                  | Blanden           | Naamsesteenweg 68         | 50° 49′ 29″ nord, 4° 42′ 05″ est | 42684               | (nl) Afspanning 1755, dubbelhuis                        |
| (nl) Parochiekerk Onze-Lieve-Vrouw                      | OB001675                                  |                                  | Haasrode          | Milsestraat 51            | 50° 49′ 51″ nord, 4° 43′ 38″ est | 42685               | (nl) Parochiekerk Onze-Lieve-Vrouw                      |
| (nl) Laat-XVIII-hoeve                                   |                                           |                                  | Haasrode          | Blandenstraat 73          | 50° 50′ 02″ nord, 4° 43′ 44″ est | 42686               | (nl) Laat-XVIII-hoeve                                   |
| (nl) Hoeve XVII-XVIII                                   |                                           |                                  | Haasrode          | Armand Verheydenstraat 23 | 50° 49′ 54″ nord, 4° 43′ 46″ est | 42690               | (nl) Hoeve XVII-XVIII                                   |
| (nl) Maria Magdalenakapel                               |                                           |                                  | Vaalbeek          | St.-Magdalenaweg 8        | 50° 49′ 36″ nord, 4° 41′ 19″ est | 42691               | (nl) Maria Magdalenakapel                               |
| (nl) Parochiekerk Sint-Joris                            | OB000672                                  |                                  | Sint-Joris-Weert  | Leuvensestraat            | 50° 48′ 12″ nord, 4° 39′ 11″ est | 42694               | (nl) Parochiekerk Sint-Joris                            |
| (nl) NMBS-station en NMBS-goederenloods                 | OB001681                                  |                                  | Sint-Joris-Weert  | Stationsstraat 1          | 50° 48′ 03″ nord, 4° 39′ 06″ est | 200041              | (nl) NMBS-station en NMBS-goederenloods                 |
| (nl) NMBS-station en NMBS-goederenloods                 | OB001681                                  |                                  | Sint-Joris-Weert  | Stationsstraat 3          | 50° 48′ 03″ nord, 4° 39′ 06″ est | 200041              | (nl) NMBS-station en NMBS-goederenloods                 |
| (nl) NMVB-tramstation met dienstgebouwen                | OB001208 · OB001682                       |                                  | Sint-Joris-Weert  | Stationsstraat            |                                  | 200142              | Téléverser                                              |
| (nl) NMVB-tramstation met dienstgebouwen                | OB001208 · OB001682                       |                                  | Sint-Joris-Weert  | Stationsstraat 22         |                                  | 200142              | Téléverser                                              |
| (nl) NMVB-tramstation met dienstgebouwen                | OB001208 · OB001682                       |                                  | Sint-Joris-Weert  | Stationsstraat 22A        |                                  | 200142              | Téléverser                                              |